# Trisomie 22
 Mise en garde médicale
La trisomie 22 est une trisomie caractérisée par la présence d'un chromosome 22 supplémentaire.
Elle n'est pas viable lorsqu'elle est complète ni en cas de translocation.
C'est, après la trisomie 16 et avec la trisomie 15 (de), la trisomie la plus communément retrouvée lors des fausses couches.
La trisomie 22 en mosaïque est un syndrome rare d'anomalie chromosomique, de phénotype très variable. Il se caractérise principalement par un retard de croissance pré- et post-natale, un déficit intellectuel léger à sévère, une hémi-atrophie, un cou palmé, des anomalies de la pigmentation oculaire et cutanée, une dysmorphie faciale (par ex. une microcéphalie, des fentes palpébrales obliques en haut et en dehors, un ptosis, des malformations auriculaires, un pont nasal plat, une micrognathie) et des anomalies cardiaques (incluant une communication atrioventriculaire, une sténose aortique ou pulmonaire). Une perte auditive et des malformations des membres (par ex. un cubitus valgus, une syndactylie/brachydactylie) ont été rapportées, ainsi que des anomalies rénales et génitales.
La trisomie 22 partielle correspond à une pluralité de syndromes de duplication distale du chromosome 22 dont les implications sont extrêmement variables.